# یاگی گننوجو

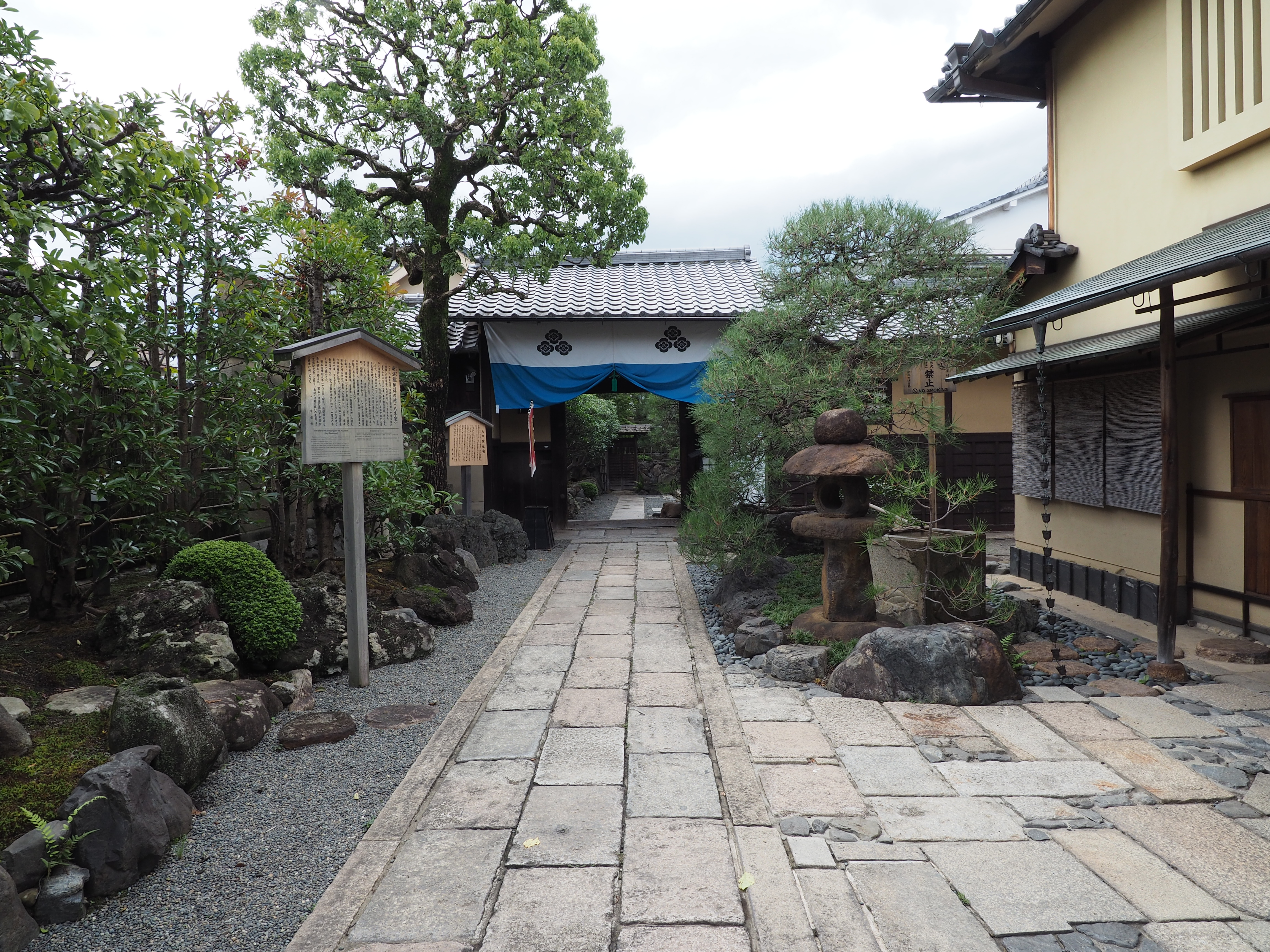
اقامتگاه یاگی یا عمارت یاگی گننوجو

یاگی گننوجو (به ژاپنی: 八木 源之丞 やぎ げんのじょう) تولد ۱۸۱۴ مرگ ۱۹۰۳ میلادی، در اواخر دوره ادو در ولایت یاماشیرو یک گوشی (سامورایی) (رده‌های پایین طبقه سامورایی) بود.
اقامتگاه یاگی یا محل سکونت خانواده یاگی، یک خانه متعلق به یاگی گننوجو در میبو (شهر کیوتو) در جنوب غربی ناکاگیو، کیوتو در کیوتو بود که در اواخر دوره ادو، از آن به عنوان سربازخانه شینسنگومی استفاده می‌شد.

## نمای کلی
از سال ۲۰۲۴ (ریوا ۶)، این ساختمان هنوز توسط نوادگان یاگی گنوسوکه اداره می‌شود و به عنوان یک ساختمان تاریخی برای عموم آزاد است. بقایایی مربوط به شینسنگومی وجود دارد، از جمله زخم شمشیری که گفته می‌شود هنگام ترور سریزاوا کامو ایجاد شده است.

## شینسنگومی و شینتوکو-جی
معبد شینتوکو-جی همچنین به عنوان اولین صحنه برایشینسنگومی‌ها شناخته می‌شود، کسانی که در اواخر دوره ادو (پایان شوگون‌سالاری توکوگاوا) فعال بودند.
در سالن اصلی معبد شینتوکو-جی بود که کیوکاوا هاچیرو، رهبر روشی-گومی، سلف شینسنگومی، که به کیوتو آمده بود، روشی‌ها (رونین‌ها) را جمع کرد و سخنرانی بزرگی ایراد کرد. کیوکاوا و افرادش به ادو بازگشتند و گفتند که از سوننو-جوئی («به امپراتور احترام می‌گذارند و بربرها را بیرون می‌کنند») پیروی می‌کنند، اما گروه کوندو ایسامی که در اقامتگاه یاگی اقامت داشتند، روشی-گومی به رهبری کیوکاوا را ترک کردند و گفتند: «نقش ما حفظ قدرت شوگون‌سالاری است» و در کیوتو ماندند. این تولد شینسنگومی بود.
در ۲۳ فوریه ۱۸۶۳، کوندو ایسامی و هفت عضو دیگر از خاندان شیئیکان که به عنوان بخشی از روشیگومی (گروهی از سامورایی‌های بدون ارباب) به کیوتو آمده بودند، به همراه سریزاوا کامو، نیمی نیشیکی، هیرایاما گورو، هیرایاما جوسوکه و نوگوچی کنجی، در این مهمانخانه اقامت کردند. پس از آن، هنگامی که روشیگومی‌ها به ادو عقب‌نشینی کردند، ۱۳ نفر از جمله سریزاوا کامو و کوندو ایسامی در اقامتگاه یاگی‌ها باقی ماندند و در ۱۶ مارس همان سال، تابلویی با عنوان «اقامتگاه‌های شینسنگومی در قلمرو ماتسودایرا هیگونوکامی» بر روی تیر دروازه سمت راست اقامتگاه یاگی‌ها آویزان شد. در ۱۸ سپتامبر همان سال، سریزاوا کامو، هیرایاما گورو و دو نفر دیگر در اتاق داخلی اقامتگاه یاگی ترور شدند.
در ۱ ژوئن ۱۹۸۳، این بنا توسط شهر کیوتو به عنوان یک دارایی فرهنگی ملموس تعیین شد.